# 1789 Dobrovolsky
1789 Dobrovolsky (1966 QC) là một tiểu hành tinh vành đai chính được phát hiện ngày 19 tháng 8 năm 1966 bởi Chernykh, L. ở Nauchnyj.